# زبان‌های ایبروقفقازی
اصطلاح ایبروقفقازی (یا ایبری-قفقازی) توسط زبان‌شناس گرجی آرنولد چیکوباوا برای اتحاد سه خانواده زبانی بومی قفقاز یعنی
- قفقاز جنوبی، که به آن کارتولی نیز گفته می‌شود.
- قفقاز شمال غربی، که به آن آبخازی-آدیغی نیز می‌گویند.
- شمال شرقی قفقاز که به آن ناخ-داغستانی نیز گفته می‌شود.

راسته ایبروقفقازی همچنین شامل سه زبان منقرض شده حتی، که توسط برخی زبان‌شناسان به خانواده شمال‌غربی (چرکسی) متصل می‌شود و هوری و اورارتویی که به خانواده شمال شرقی (ناخ-داغستان) متصل می‌شوند. گویش‌های گیلکی و مازندرانی نیز، خصوصیات رده شناختی معین مشترکی با زبان‌های قفقازی دارند.

## وضعیت خانواده
قرابت بین این سه خانواده مورد اختلاف است. به نظر بسیاری از زبان‌شناسان ارتباط بین خانواده‌های شمال شرقی و شمال غربی به احتمال زیاد وجود دارد.
از طرف دیگر، هیچ قرابتی بین قفقازی جنوبی و زبان‌های شمالی وجود ندارد، که حتی در طبقه‌بندی عمیق زبان‌های جهان از گرینبرگ، دو راسته غیر مرتبط هستند؛ بنابراین «ایبروقفقازی» در بهترین حالت یک نامگذاری جغرافیایی مناسب است.

## نام خانواده
«ایبری» در نام خانواده به ایبریای قفقاز اشاره دارد - پادشاهی با مرکزیت گرجستان شرقی که از قرن ۴ قبل از میلاد تا قرن ۵ میلادی ادامه داشت.